# Axia margarita
Axia margarita ist ein Schmetterling (Nachtfalter) aus der Familie der Goldmotten (Cimeliidae). Der ehemalige Name der Familie Axiidae wurde in Cimeliidae umbenannt, um Verwechselungen mit der zu den Maulwurfkrebsen zählenden Familie gleichen Namens zu vermeiden. 

## Merkmale

### Falter
Die Falter erreichen eine Flügelspannweite von 22 bis 28 Millimeter. Die Grundfarbe der Vorderflügel ist leuchtend rosa. In der Submarginalregion befindet sich ein großer, lang gestreckter gelber Fleck, der gegen den Innenrand mit einem silberweißen Streifen begrenzt ist. Vom Wurzelbereich gehen zwei weißliche Linien aus. Sehr auffällig ist ein großer tropfenförmiger silberweißer Fleck im Mittelfeld, der zuweilen wie eine Perle wirkt. Von diesem Merkmal leitet sich auch der wissenschaftliche Name der Art vom lateinischen margarita = „Perle“ ab. Daneben befindet sich ein punktförmiger weiterer gleichfarbiger Fleck. Normalerweise sind diese beiden Flecke nicht miteinander verbunden. Nur gelegentlich verlaufen sie ineinander. Das Saumfeld sowie die Fransen sind hell rosa. Die Hinterflügel sind zeichnungslos graubraun gefärbt.
Exemplare aus Marokko und Andalusien, die der Unterart Axia margarita andalusica angehören, zeigen auf den Vorderflügeln kräftige purpurviolette Farbtönungen.

### Ähnliche Arten
Axia napoleona, Axia vaulogeri und Axia nesiota

## Geographische Verbreitung und Lebensraum
Die Verbreitung von Axia margarita umfasst Marokko, Spanien, Südfrankreich,  Istrien und den Süden der Krain. Die Tiere sind hauptsächlich in warmen Küstengebieten oder trockenen niedrigen Lagen anzutreffen. 

## Lebensweise
Die Falter fliegen überwiegend am Tage und bilden zwei Generationen pro Jahr aus, die von April bis Oktober anzutreffen sind. Sie ruhen gerne mit dachförmig angelegten Flügeln an den rötlichen, unteren Stängeln der Nahrungspflanze, wo sie farblich hervorragend angepasst sind. Da außerdem der silberweiße Fleck im Mittelfeld der Vorderflügel einem Tautropfen ähnelt, fallen sie kaum auf. Sie besuchen nur gelegentlich künstliche Lichtquellen. Die Raupen ernähren sich von verschiedenen Wolfsmilcharten (Euphorbia).